# D-IX
Le D-IX est une pilule créée en 1944 par le régime nazi, contenant un mélange de 5 milligrammes de cocaïne, de 3 milligrammes de méthamphétamine (sous le nom de Pervitin) et 5 milligrammes d'oxycodone (sous le nom d'Eukodal), inventé dans les années 1910 par des chimistes allemands. Après la Première Guerre mondiale, le grand essor de l'industrie pharmaceutique est un moyen de faire des bénéfices malgré les contraintes du traité de Versailles et le peu de matières premières. Merck et Temmler sont parmi les laboratoires qui approvisionnent le Reich, Merck étant connue à cette époque pour la qualité de sa cocaïne pharmaceutique. Merck achetait l'ensemble de la production de feuilles de coca du Pérou, soit 3 000 tonnes de feuilles chaque année.
La pilule aurait été créée dans le but d'obtenir un produit plus puissant que la Pervitin seule. Ses trois drogues étant très addictives, la D-IX devait elle aussi entraîner une forte dépendance.
En 1944, l'Allemagne nazie subit de nombreuses défaites. Tous les moyens nécessaires sont utilisés, y compris l’utilisation massive de drogues par l'armée. La Pervitin n'étant pas assez efficace pour maintenir des soldats éveillés pendant de longues missions, le régime lance un programme pour trouver une pilule plus efficace. Chaque essai est nommé d'un « D » suivi d'un numéro. Le D-IX se montre le plus convaincant. Des essais ont alors lieu sur des prisonniers du camp de Sachsenhausen. Les détenus vont alors marcher avec un sac de 20 kg sur les épaules, sans repos ni nourriture, quelques-uns allant jusqu'à 90 km par jour, les autres s'écroulant avant. Le produit fait preuve de son efficacité et est alors utilisé par certains équipages de sous-marins de poche. La défaite et la capitulation du régime nazi en 1945 entraînent la fin de l'utilisation de cette substance.